# Парашкев Хаджиев
Парашкев Тодоров Хаджиев е български композитор и музикален педагог, професор по хармония (от 1947 г.) в Държавната консерватория. Той е един от творците с особено силно влияние върху формирането на българската музикална култура.

## Биография
Роден е на 14 април 1912 г. Син е на оперния диригент и пианист Тодор Хаджиев (основател на Софийската опера) и на оперната прима Дойчина Хаджиева.
Завършва софийската Консерватория (1936) с пиано при проф. Андрей Стоянов и композиция при проф. Панчо Владигеров. Веднага след това специализира композиция във Виена при Й. Маркс (1937), във Висшето училище по музика в Берлин при Х. Тисен (1938-1940), след което учи и в Прага.
След завръщането си в България става преподавател по хармония в Консерваторията, от 1947 г. над 4 десетилетия е професор по хармония и композиция. Проф. Хаджиев се утвърждава като един от авторитетните музикални педагози в страната. Автор е на най-известните български учебници по хармония елементарна теория, възпитали поколения български музиканти. Педагогическата дейност на Хаджиев е особено ефективна.
Парашкев Хаджиев е Председател на Съюза на българските композитори в периода 1990-92 г. Получава Димитровска награда през 1962 г., става народен артист (1982).
Почетен гражданин е на София, Пловдив, Варна и Русе.
Умира на 28 април 1992 г.

## Творчество
Като композитор Парашкев Хаджиев е най-продуктивният български композитор на музикално-сценични творби: 21 опери, 6 оперети и 3 мюзикъла, 1 балет, които имат над 150 постановки на сцените на всички български музикални театри, някои от които включени в представителна част от националния репертоар на българските оперни и оперетни театри след средата на 50-те години на ХХ век. Негови опери и балети са поставяни в Русия, Румъния, Полша, Чехия, Германия, Белгия и други страни. Той е автор и на симфонична и камерна музика, множество хорови и масови песни, стотици детски и училищни песни и упражнения, десетки поп песни, музика към игрални филми и др. С висока стойност са неговите над 5000 хармонизации на народни песни. Написал е и 2 струнни квартета (1948, 1953 г.), 2 сонати за цигулка и пиано (1940, 1946 г.), концертино за цигулка и оркестър (1941 г.), концертино за флейта и оркестър (1945 г.), сюита за цигулка и пиано (1940 г.), симфонична „Младежка танцова сюита“ (1952 г.), пиеси и сонати за пиано, цигулка и две цигулки. Голяма част от творчеството му е издадена.
За музиката на Хаджиев е характерно метро-ритмическото разнообразие, основано върху неравноделни народни размери, ясна и стегната форма, преобладаване на лирико-хумористична тематика.

## Памет
На Парашкев Хаджиев е наречена улица в квартал „Драгалевци“ в София (Карта).

## Награди
- орден „Народна република България“ I степен (1959)
- Димитровска награда (юни 1962)
- „Заслужил артист“ (септември 1962)
- „Народен артист“ (1965)
- орден „Георги Димитров“ (юни 1972, 1979, 13 април 1982, 13 април 1987)
- Голямата награда на Съюза на българските композитори за цялостно творчество (1978)[2]
- Почетен знак на София (28 април 1982)

### Опери
- „Имало едно време, или През девет села в десето“ (1957) – либрето Павел Спасов,
- „Луд гидия“ (1959) – либрето Иван Генов (по стихотворението на Пенчо Славейков „Луд гидия“)[3],
- „Албена“ (1962) – либрето Петър Филчев (по драмата на Йордан Йовков)[4],
- „Юлска нощ“ (1964) – либрето Иван Генов (по драмата на Иван Генов „Септемврийска балада“)[5],
- „Милионерът“ (1965) – либрето Павел Спасов и Светозар Донев (по комедията на Йордан Йовков)[6],
- „Майстори“ (1966) – либрето Парашкев Хаджиев (по едноименната драма на Рачо Стоянов)[7],
- „Рицарят“ (1969) – либрето Павел Спасов[8],
- „Златната ябълка“ ¬(1972) – либрето Иван Генов[9],
- „Лето 893“ (1973) – либрето Банчо Банов[10],
- „Цар Мидас има магарешки уши“ – либрето Иван Генов,
- „Мария Десислава“ (1978) – либрето Камен Зидаров (по драмата му „Иван Шишман“)[11],
- „Йоанис Рекс“ (1981) – либрето Радко Радков (по пиесата му „Балдуин Фландърски“),
- „Парадокси“ (1982) – три едноактни опери, либрето Петко Райков (по разказите на О’Хенри „Развод“, „Крадецът“ и „Подаръците“),
- „Аз, Клавдий“ (1984) – либрето Петко Райков,
- „Звезда без име“ (1985) – либрето Огнян Стамболиев (по пиесата на М. Себастиан),
- „Мнимият болен“ (1987) – либрето Банчо Банов (по комедията на Молиер),
- „Бабината питка“ (1989) – либрето Васил Мирчовски (по едноименната му пиеса-приказка),
- „Ревизор“ (1990) – либрето Банчо Банов (по едноименната комедия на Гогол),
- „Любовта на Йоан Кукузел“ (1992) – либрето Васил Мирчовски (по пиесата му „Певецът с белег на окото“)

### Балет
- „Сребърните пантофки“ (1962) – либрето Банчо Банов

### Оперети
- „Деляна“ (1952) – либрето Верда (Вера Дамянова),
- „Айка“ (1955) – либрето Коста Райнов, Иван Чаракчиев, Иван Генов,
- „Мадам Сан-Жен“ (1958) – либрето Павел Спасов (по пиесата на Викториен Сарду и Ежезип Моро).

### Мюзикъли
- „Службогонци“ (1972) – либрето Банчо Банов (по едноименната комедия на Иван Вазов),
- „Сирано дьо Бержерак“ (1974) – либрето Банчо Банов (по едноименната пиеса на Едмон Ростан),
- „Шумла полка“ (1979) – либрето Иван Генов

### Детски оперети
- „Добро сърце“ (1951) – либрето Емил Видлички,
- „Истински вълшебник“ – либрето Николай Зидаров и Цветан Ангелов,
- „Счупената чаша“ (1952) – либрето Кл. Герасимова,
- „Росица и вълкът“ (1958) – либрето Н. Стойчева,
- „Златната колесница“ (1978) – либрето Ат. Цанков

### Филмова музика
- „Сватба“, реж. Борис Борозанов (1942)
- „Огнена диря“, реж. Борис Борозанов, Ат. Георгиев (1946)
- „Калин Орелът“, реж. Борис Борозанов (1950)
- „Следите остават“, реж. Петър Б. Василев (1956)
- „Малката“, реж. Никола Корабов (1958)

## Ученици
- Константин Илиев,
- Иван Маринов,
- Здравко Манолов,
- Бенцион Елиезер,
- Симеон Пиронков,
- Виктор Райчев,
- Пенчо Стоянов,
- Емил Георгиев.